# Louis Rochet
Pour les articles homonymes, voir Rochet.
Louis Rochet, né le 24 août 1813 à Paris, ville où il est mort le 21 janvier 1878, est un sculpteur et mongoliste français.

## Biographie
Louis Éléonore Rochet est le frère aîné de Charles Rochet (1815-1900), lui aussi sculpteur. Ils réaliseront en commun plusieurs œuvres, notamment le groupe Charlemagne et ses Leudes (1878) sur le côté du parvis de Notre-Dame de Paris.
Louis Rochet, fils d'un ciseleur, entre à l'École des beaux-arts de Paris où il est élève de David d'Angers. Il présente sa première œuvre au Salon de 1838. Il obtient une médaille de troisième classe au Salon de 1841 et à l’Exposition universelle de 1855. Durant toute sa vie, il fournira un travail abondant. Il sera élevé au grade de grand-croix de la Légion d'honneur en 1856.
Il est l'auteur en 1846 d'un Manuel de la langue chinoise vulgaire. Durant les quatre dernières années de sa vie, il enseigne les « langues tartares » (mongol et mandchou) à l'Institut national des langues et civilisations orientales. En 1875, il publie le Manuel de la langue chinoise vulgaire et les Sentences, maximes et proverbes mandchous et mongols.

## Œuvre

### Sculptures
- Monument à François Mahé de La Bourdonnais, 1856, statue en bronze, Saint-Denis, place La Bourdonnais.
- Monument à Élie de Beaumont, 1876, statue en bronze de Léonce Élie de Beaumont, place Saint-Sauveur à Caen. Elle est déboulonnée et fondue dans le cadre de la mobilisation des métaux non ferreux en février 1942, sous le régime de Vichy.
- Monument à Guillaume le Conquérant, 1851, statue équestre en bronze, en collaboration avec Charles Rochet, place Guillaume-le-Conquérant à Falaise, inscrit au titre des monuments historiques[2].
- Monument à la Madame de Sévigné, 1857, statue en bronze, fontaine, Grignan[3].
- Charlemagne et ses Leudes, 1878, groupe en bronze, en collaboration avec Charles Rochet, Paris, parvis de la cathédrale Notre-Dame. Le modèle en plâtre fut présenté à l'Exposition universelle de 1867.
- Monument à Silvestre de Sacy, statue en bronze, Paris, cour de l'Institut national des langues et civilisations orientales[4].
- Napoléon Bonaparte, écolier de Brienne, Salon de 1853, plâtre, château de Malmaison. Éditions en bronze au musée des Beaux-Arts de Troyes, au château de Versailles et à Brienne-le-Chateau.
- Monument au maréchal Drouet d'Erlon, 1849, statue en bronze, Reims[5].
- Monument à Pierre Ier du Brésil, 1862, statue équestre en bronze, Rio de Janeiro.
- Monument à la  Vierge Marie, 1862, statue , église de Saint-Franc. Offerte par le sculpteur à la paroisse[6].
- L'Afrique, 1874, groupe en pierre, Paris, palais du Louvre, 3e balustrade de l'aile Turgot[7].
- Monument à François Richard-Lenoir, 1865, statue en bronze, Villers-Bocage. Elle est fondue sous le régime de Vichy, dans le cadre de la mobilisation des métaux non ferreux.
- Monument au général Daumesnil, 1873, Vincennes.

Œuvres de Louis Rochet
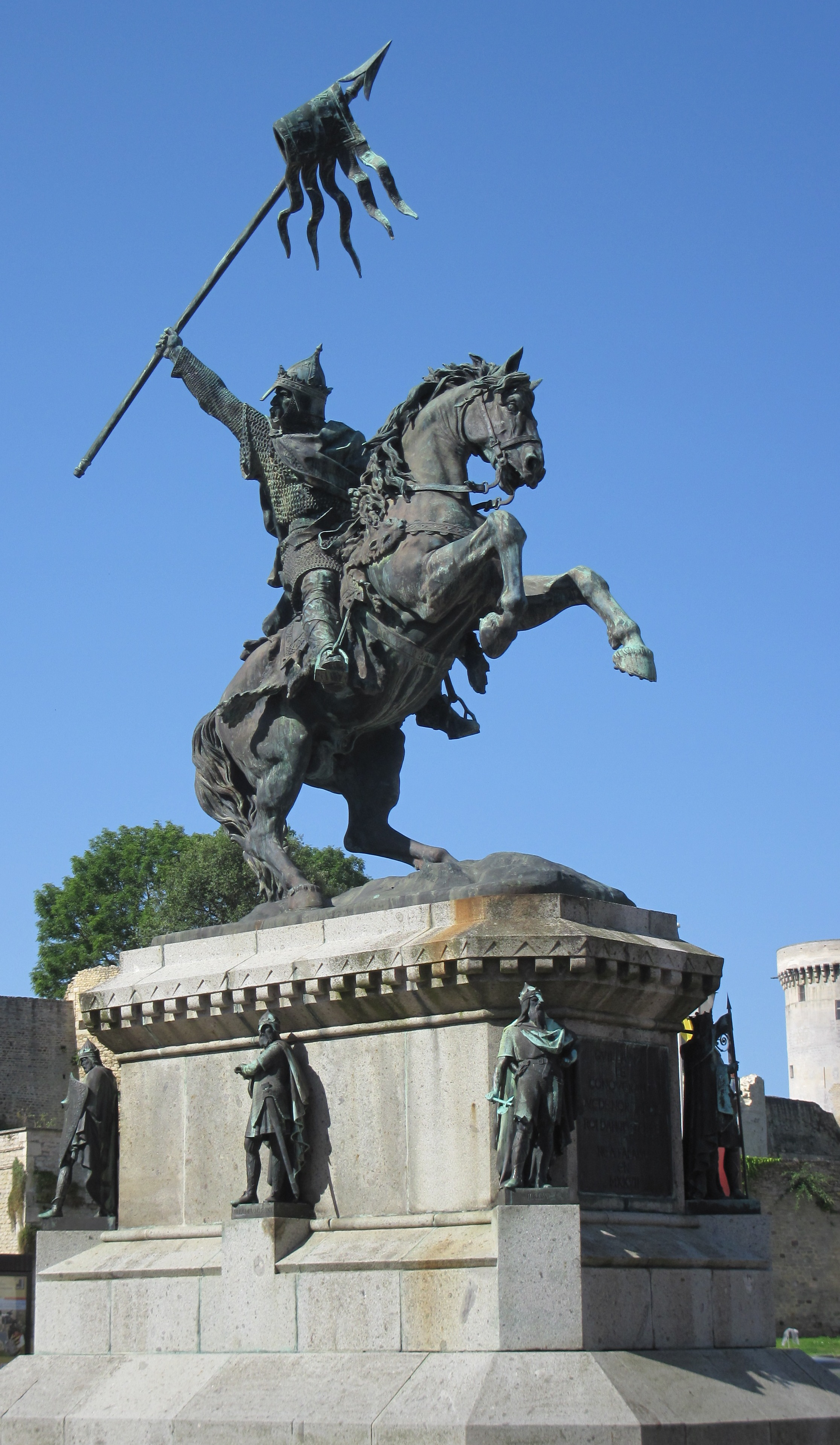
Monument à Guillaume le Conquérant (1851), Falaise, place Guillaume-le-Conquérant.
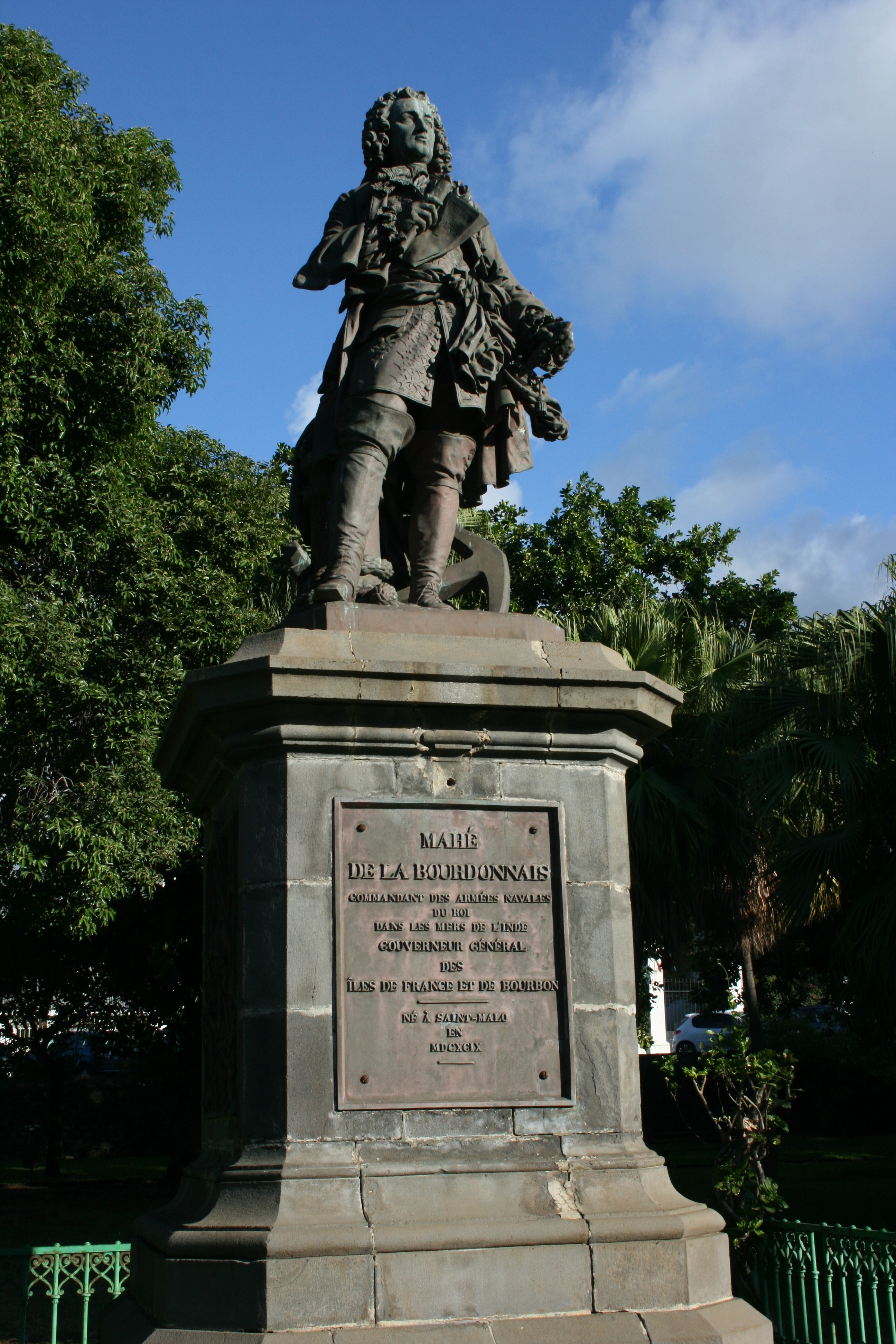
Monument à François Mahé de La Bourdonnais (1856), Saint-Denis, place La Bourdonnais.
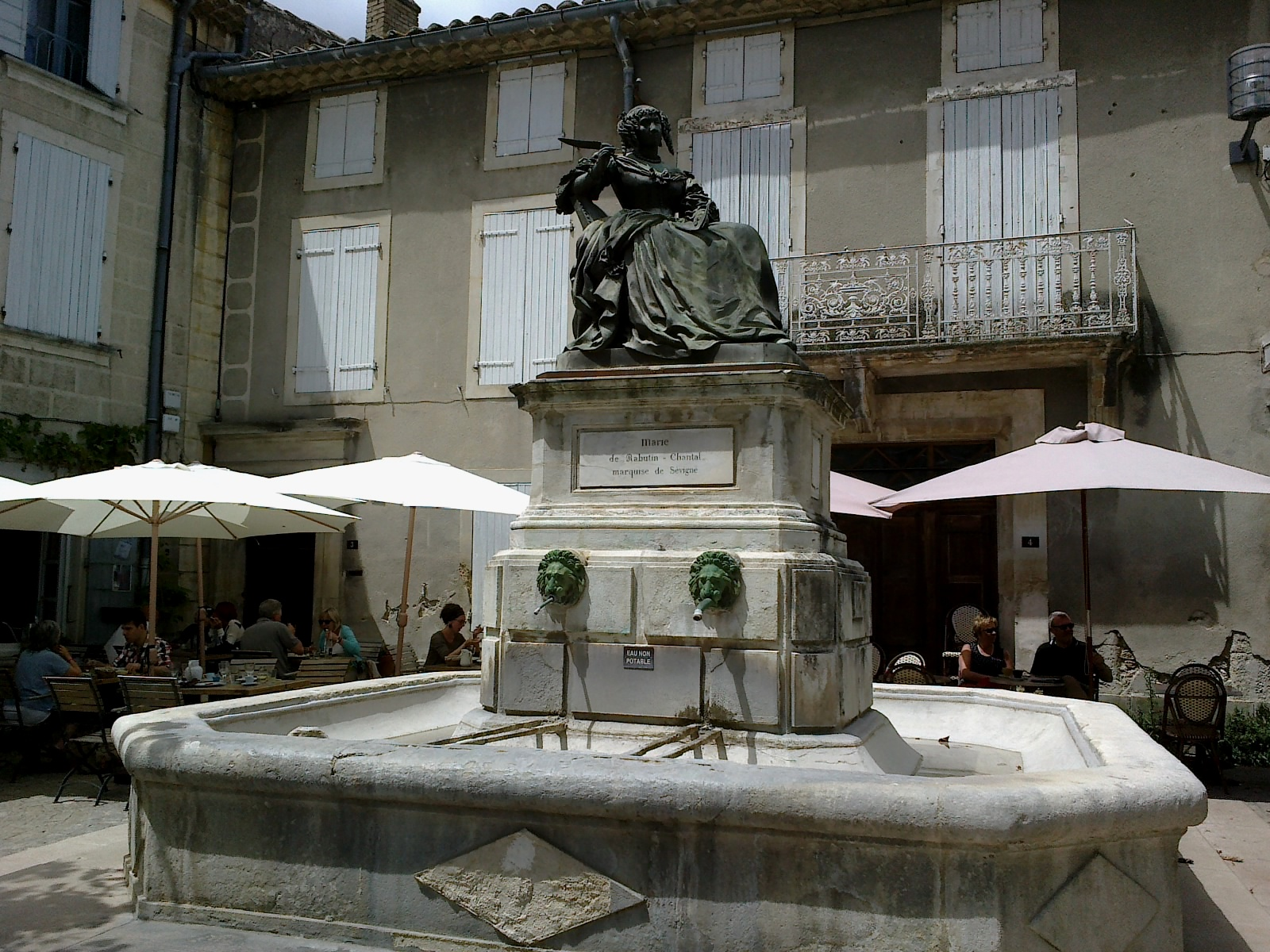
Monument à la Madame de Sévigné (1857), Grignan.
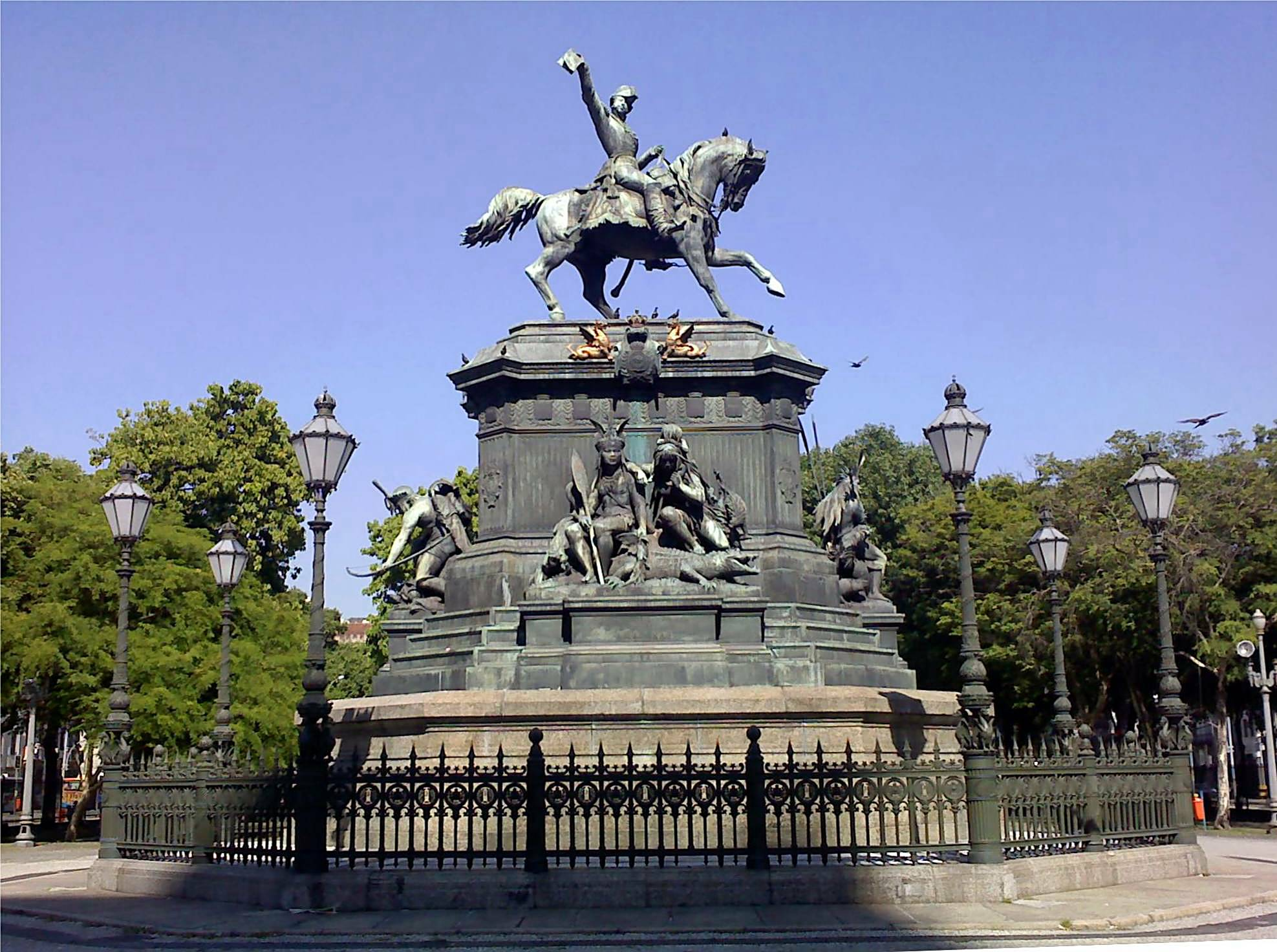
Monument à Pierre Ier du Brésil (1862), Rio de Janeiro.
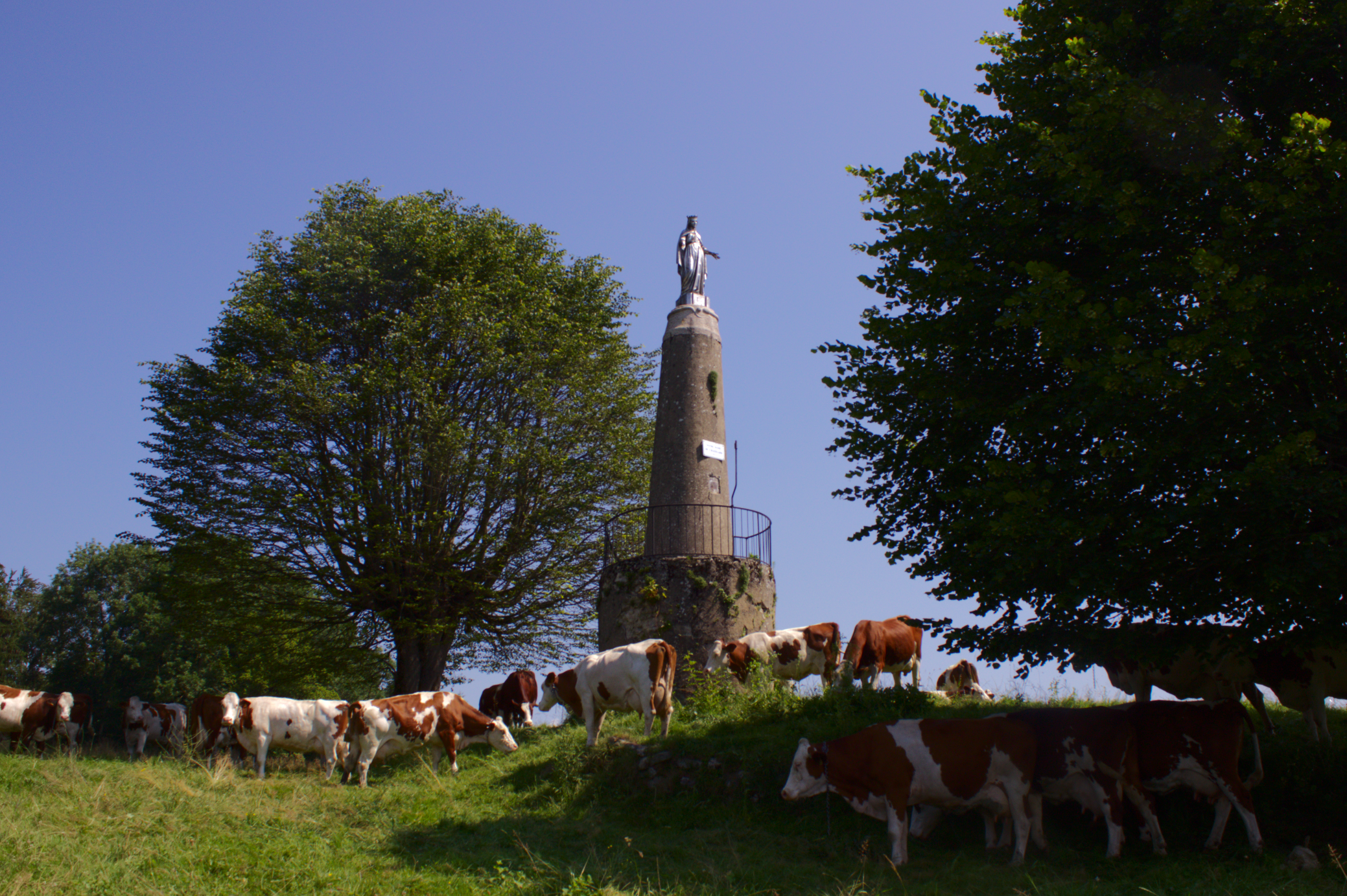
Monument à la  Vierge Marie (1862), Saint-Franc.
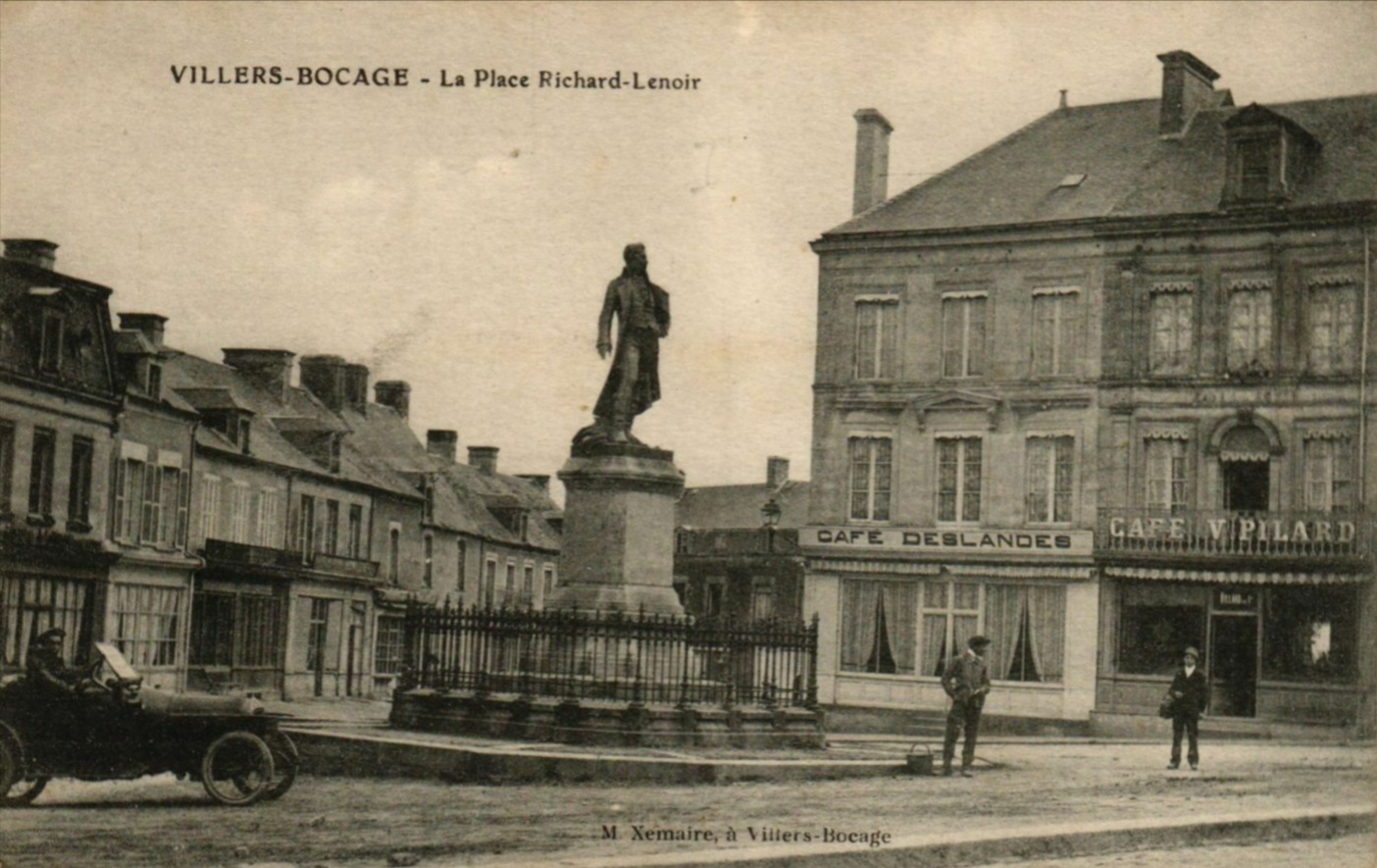
Monument à François Richard-Lenoir (1865), Villers-Bocage.
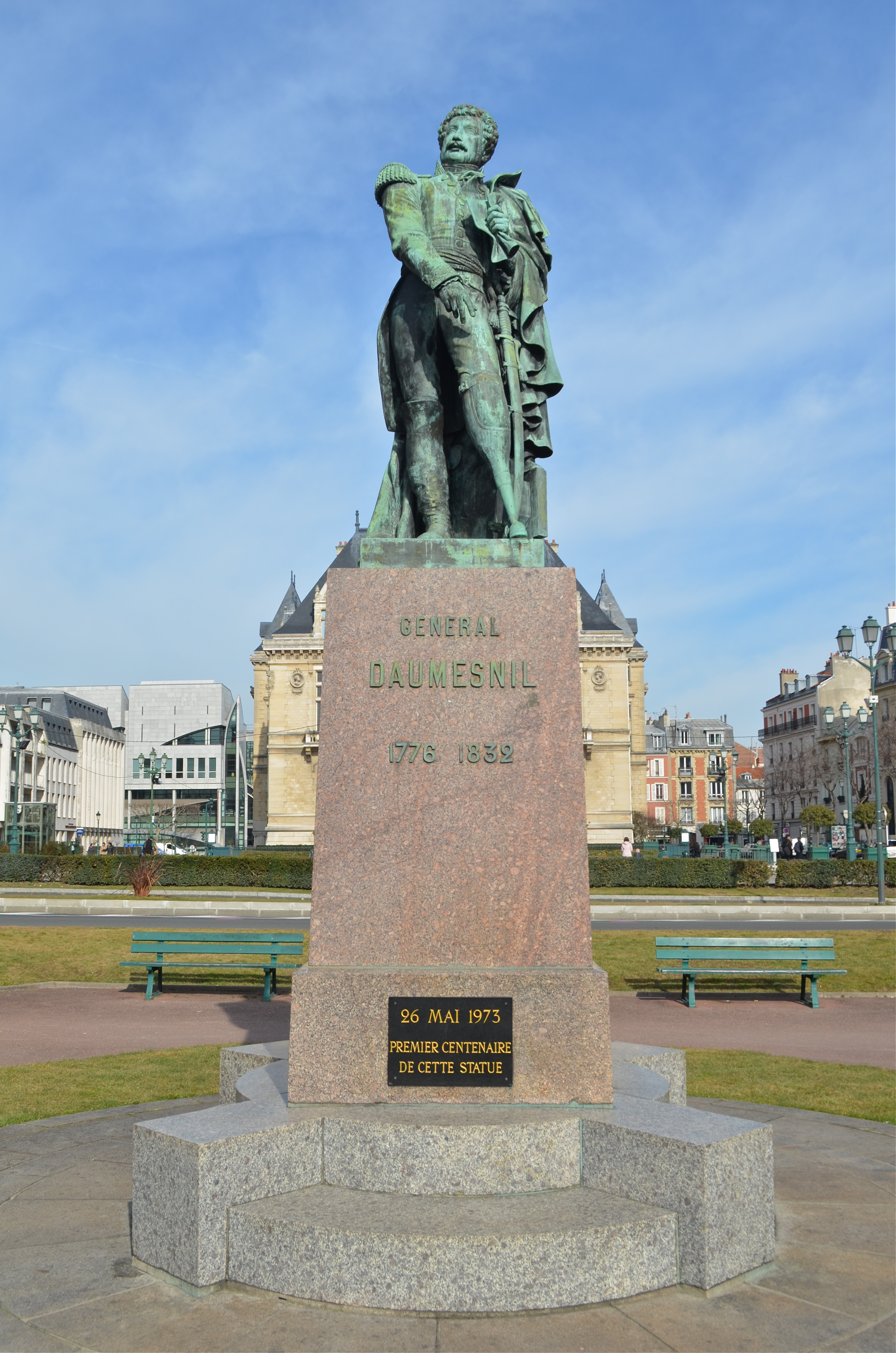
Monument au général Daumesnil (1873), Vincennes.
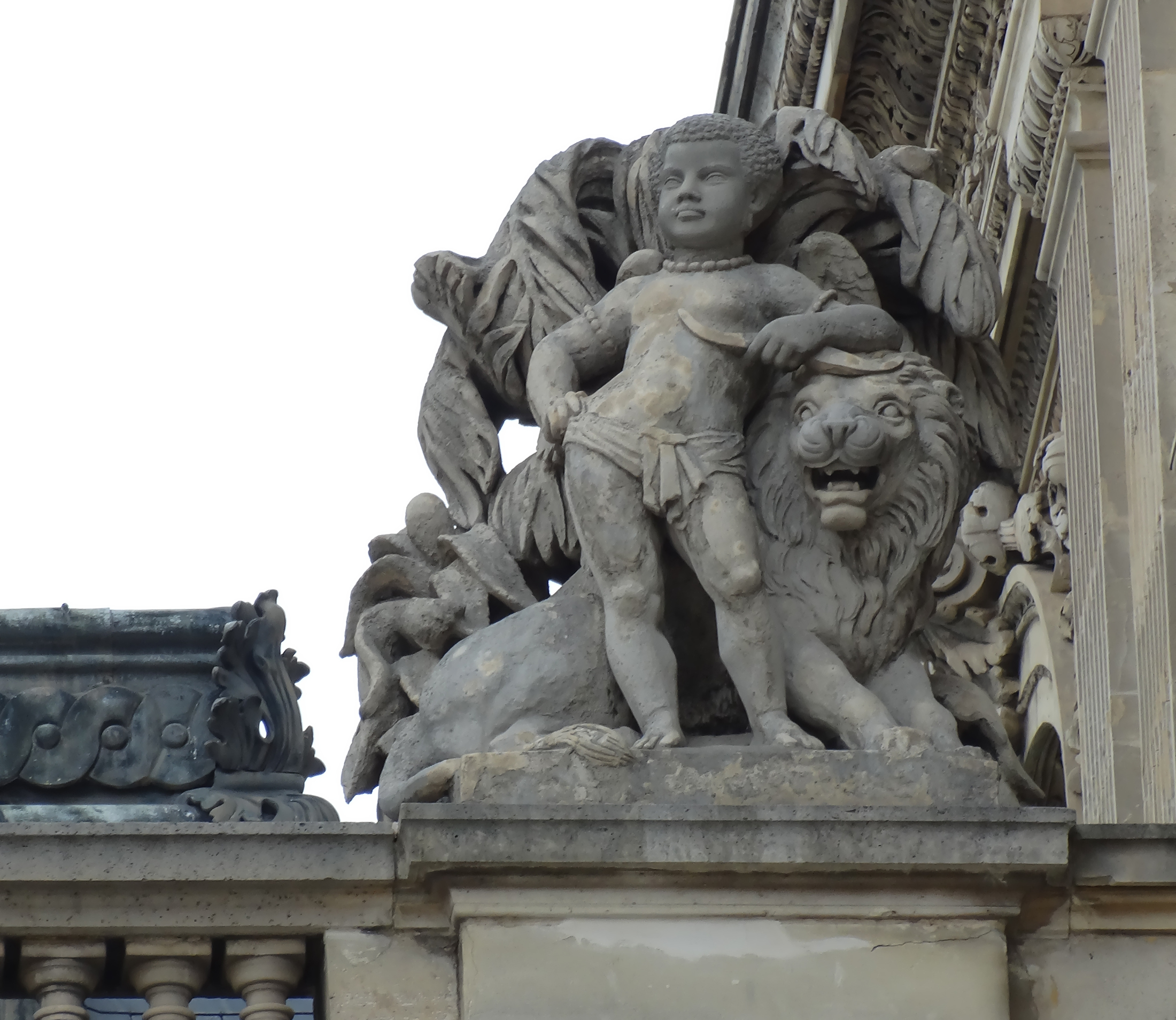
L'Afrique (1874), Paris, palais du Louvre, aile Turgot.
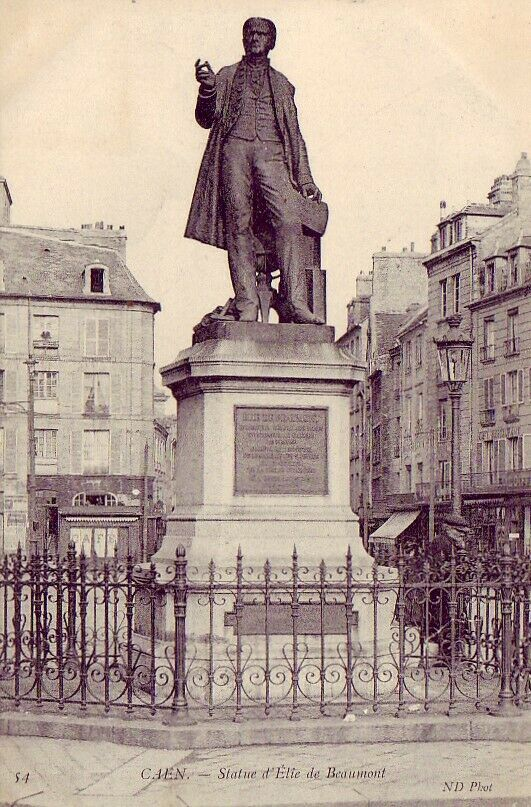
Monument à Élie de Beaumont (1876), Caen, place Saint-Sauveur.
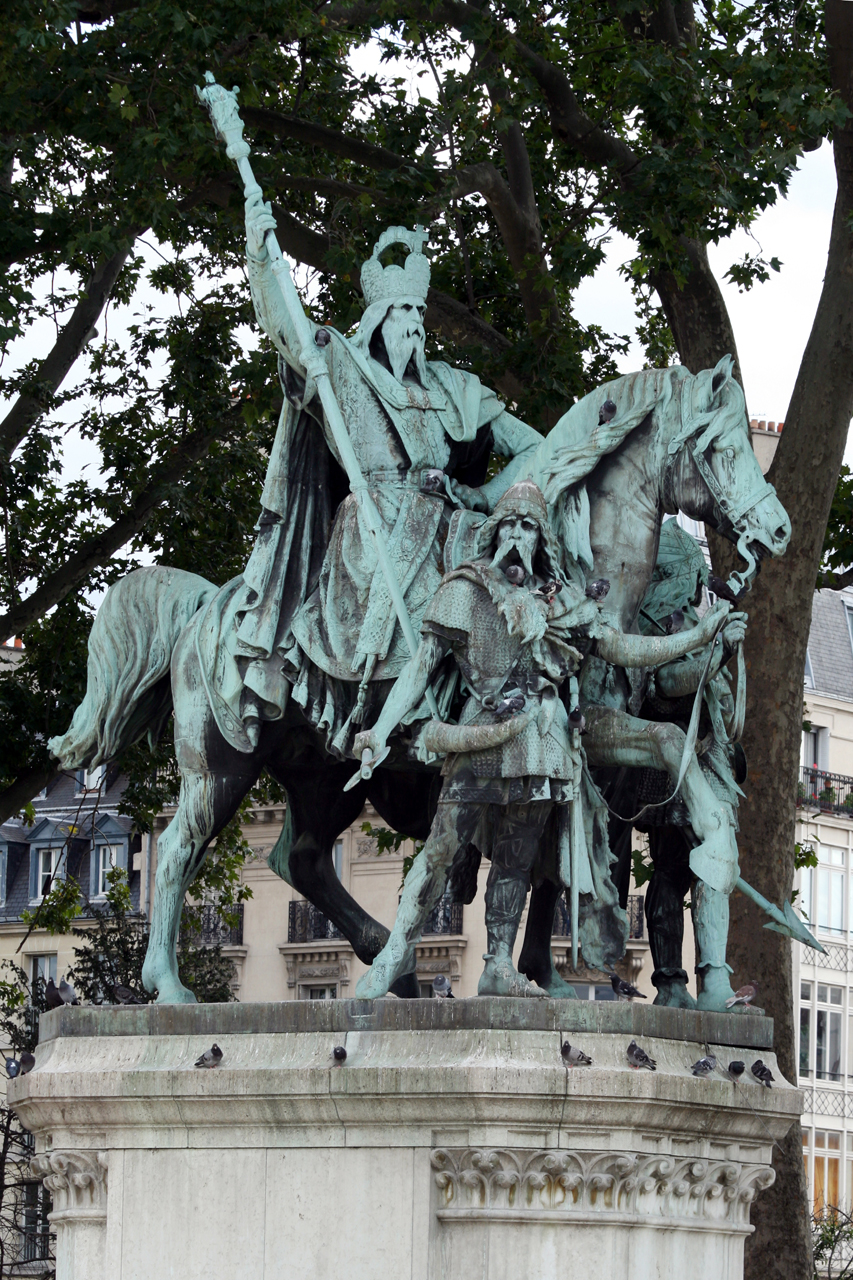
Charlemagne et ses Leudes (1878), parvis de la cathédrale Notre-Dame de Paris.

### Publications
- Lous Rochet, Sentences, maximes et proverbes mantchoux et mongols, Paris, Maisonneuve et Cie, 1875 (OCLC 5128470, lire en ligne).